# Аманихабале
Аманихабале — царь Куша (Нубия), правивший в I веке н. э. Эта датировка не единственная: нередко его правление относят к I веку до н. э.
Этот правитель Кушитского царства известен по относительно большому числу памятников. Среди них: таблица пожертвований из храма Мероэ, бронзовый конус из Кавы, чаша Наги и стела из храма Амуна. Аманихабале построил храм Баса.
До сих пор его пирамида не могла быть уверенно идентифицирована: в большинстве случаев под ней предполагается пирамида Beg. N2 в Мероэ.